# Tiberius Catius Caesius Fronto

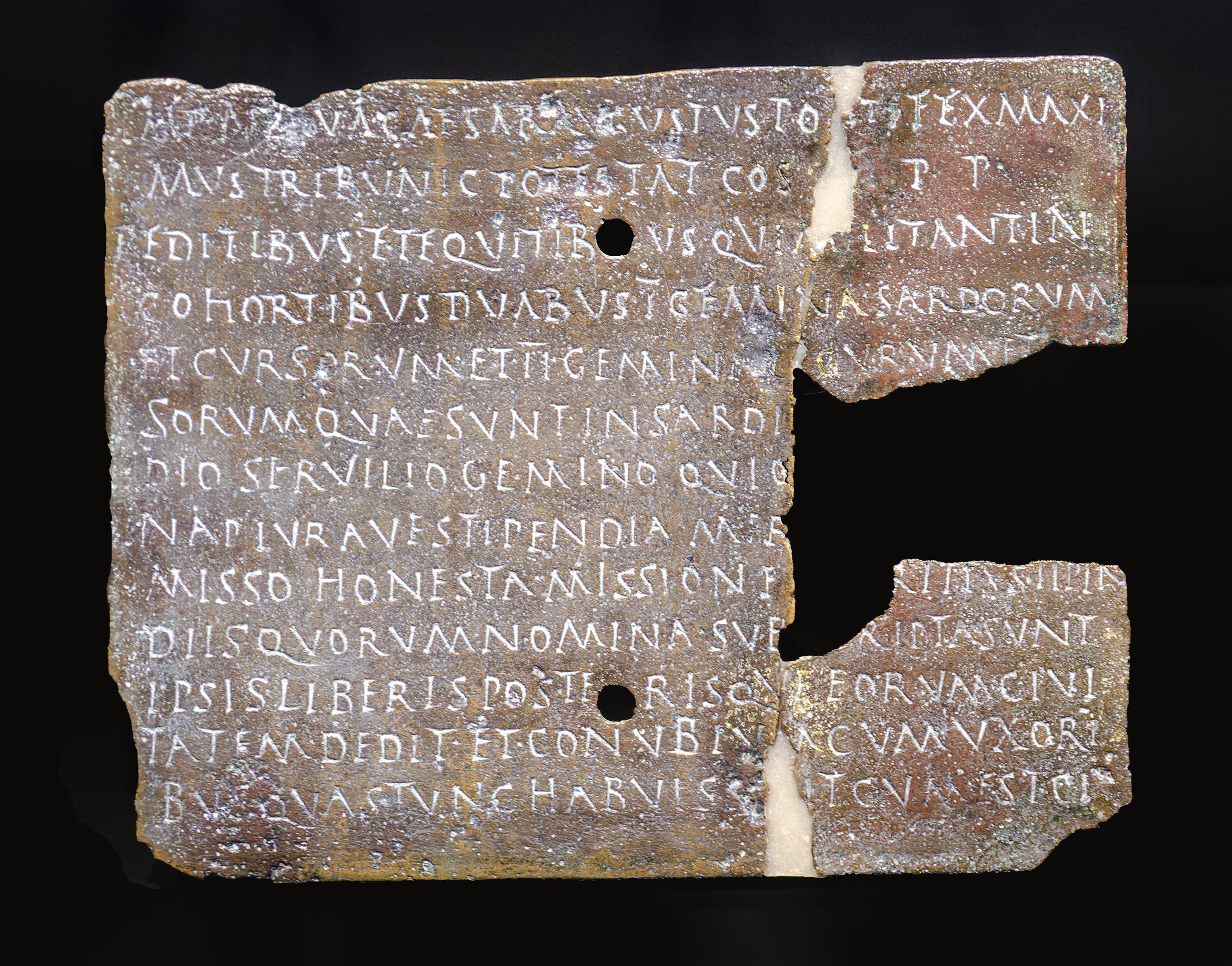
Das Militärdiplom vom 10. Oktober 96

Tiberius Catius Caesius Fronto war ein römischer Senator und Konsul im 1. und frühen 2. Jahrhundert n. Chr. In dem Militärdiplom von 96 wird sein Name als Tiberius Catius Fronto angegeben.

## Leben
Tiberius Catius Caesius Fronto lebte in der 2. Hälfte des 1.  und in der 1. Hälfte des 2. Jahrhunderts n. Chr., ohne dass sein Geburts- und Todesdatum überliefert sind. Er entstammte einer plebejischen Familie und kam unter den Kaisern Nerva und Trajan zu Ansehen als Redner und Politiker. Obwohl über seine politischen Anfänge nichts bekannt ist, muss er den cursus honorum durchlaufen haben, denn er wurde im Jahre 96 n. Chr. gleich nach der Machtübernahme Nervas Suffektkonsul. Als zu dieser Zeit die Prozesse gegen Denunzianten überhandnahmen, soll der Suffektkonsul Fronto gemeint haben, es sei schlimm, wenn unter einem Princeps niemandem etwas erlaubt sei, doch wäre es noch schlimmer, wenn ein Princeps jedem alles gestatten würde. Daraufhin habe Nerva Prozesse gegen Denunzianten untersagt.
Den wegen schwerer Übergriffe in seiner Amtszeit als Prokonsul der Provinz Africa gerichtlich belangten Marius Priscus verteidigte Fronto 100 n. Chr. gegen Tacitus und Plinius. Er trat auch im Jahr 102/103 als Fürsprecher des Iulius Bassus auf, der zuvor Prokonsul von Bithynia et Pontus gewesen war und gegen den nun ein Repetundenverfahren angestrengt wurde; letztlich erlangte Iulius Bassus für sich einen Freispruch.
Neben seiner politischen Laufbahn hatte Fronto auch eines der begehrtesten religiösen Ämter inne: Für die Jahre 101 und 105 wird er als frater arvalis erwähnt. Als bedeutender Redner war er ein ergreifender zu Tränen rührender Mann (vir movendarum lacrimarum), wie Plinius ihn in seinen Briefen nennt.